# Banagher
Banagher (forma anglicizzata) o Beannchar (in irlandese) è una cittadina nella contea di Offaly, in Irlanda.

È attraversata dal fiume Shannon.